# Estación Rawson
Rawson es una estación ferroviaria ubicada en la localidad del mismo nombre, partido de Chacabuco, Provincia de Buenos Aires, Argentina.

## Servicios
Por sus vías corren trenes de carga de la empresa estatal Trenes Argentinos Cargas y también corren diariamente el servicio Retiro-Junín de la empresa estatal Trenes Argentinos Operaciones.

## Historia
En el año 1884 fue inaugurada la Estación, por parte del Ferrocarril Buenos Aires al Pacífico, en el ramal Retiro-Junín.